# Gyss
Gyss – polski herb szlachecki o niewiadomych barwach.

## Opis herbu
W polu mur nad którym trzy gwiazdy (jedna nad dwiema)

## Najwcześniejsze wzmianki
Pieczęć Jakuba Gyssa z 1571.

## Herbowni
Gyss.